# Projekt Yubao
Projekt Yubao poukazuje na řadu celonárodních snah iniciovaných a financovaných Komisí pro státní jazyk, ministerstvem školství a ministerstvem financí pro zachování a dokumentování regionálních čínských minoritních etnik a jejich jazyků, protože tyto etnika a jazyky jsou považovány za ohrožené kvůli demografickým a sociálně-kulturním změnám v pevninské Číně.  
Tento projekt může být považován za příklad jak čínská vláda řídí jazykové záležitosti prostřednictvím tvorby jazykových politik. Projekt je spojen s některými údajně jemnými nuancemi a změnami ideologického rámce jazyka a jazykových děl, na nichž je založena národní jazyková politika, protože politické dokumenty začaly klást výslovný důraz na zachování různých jazykových variant jako strategických zdrojů pro zemi.  
Projekt je spojen s jedenáctým pětiletým plánem Komise pro státní jazyk, ve kterém je jazyk poprvé zmiňován jako „národní zdroj, který je třeba chránit a využívat“. Rámec zdrojů zdůrazňuje materiální výhody, které mohou mít jazyky pro národ v prosazování historického vývoje a sociálního pokroku. Plán také zdůrazňuje, že jazyk je nezbytným prvkem kultury a určujícím znakem kultury.
Komise pro státní jazyk zahájila financování projektů, které zpočátku dokumentovaly mizející jazykové rozmanitosti prostřednictvím záznamů mluveného použití konkrétního jazyka. Ukázalo se, že taková opatření jsou účinná při zaznamenávání a dokumentování těchto mizejících jazyků pro pozdější revitalizaci, ale mají omezený účinek na jejich oživení. Z tohoto důvodu nedávné iniciativy Yubao podporují živé používání regionálních čínských jazyků, zejména v umění a v kulturních formách, jako jsou lidové písně. Ve školách a dokonce i ve sdělovacích prostředcích bylo vyvinuto úsilí o šíření lidových kulturních produktů čínských regionů. 
Projekt nemá být vnímán jako výzva k národní jazykové politice, která se zavázala budovat a upevňovat společný jazykový základ sjednoceného národa. Místo toho má řešit problémy, které mohou být vyvolány takovým závazkem k jednotě, jako je mizející rozmanitost. Čínská vláda na pevnině si stále přeje kontrolovat proces jazykového plánování a chce v tomto procesu uplatnit svou autoritu.  
Výzkumníci projektu Yubao musí při dokumentování a archivaci jazykových variant na různých místech dodržovat stejná kritéria. Od účastníků projektu se také očekává, že budou dodržovat vědecké úmluvy a vědecky plánovat a realizovat své projektové úsilí. Všechny tyto snahy mají zajistit, aby projekt vedl k výstupu, který projde řadou postupů zajištění kvality, jako je veřejná demonstrace nebo šíření. 
Řada iniciativ na podporu mateřského jazyka na Tchaj-wanu byla ve skutečnosti velmi podobná snahám o zachování regionálních čínských odrůd prostřednictvím projektu Yubao v pevninské Číně. Patří sem činnosti, jako je organizování kulturních akcí nebo soutěží, kde lze použít regionální čínské dialekty, podpora jazykových rozmanitostí prostřednictvím populární kultury, jako jsou písně, a dokonce zaznamenávání mizejících regionálních jazykových variant pro potomstvo, což může napomoci k rychlému oživení. 